# 사만다 슬로얀
서맨사 슬로이언(Samantha Sloyan, 1978년 3월 24일 ~ )은 미국의 배우이다.
로스앤젤레스에서 태어났다.

## 출연 작품

### 영화
- 테이프 407 (2011)
- 허쉬 (2016) - 세라 역

### 텔레비전
- 팍스 앤 레크리에이션 (2014)
- 크리미널 마인드 (2015)
- 헬스트롬 (2020)
- 어둠 속의 미사 (2021)
- 어셔가의 몰락 (2023)